# Superficie bruta alquilable
La superficie bruta alquilable (SBA; en inglés, gross leasable area o GLA) en el ámbito del comercio, es la superficie comercial útil (SCU); es decir, la superficie destinada a la venta de productos o servicios. Es el área susceptible de generar ingresos en la explotación comercial de la misma, sin considerar zonas comunes o aparcamientos.
En el desarrollo de la industria al por menor es un término utilizado para clasificar por tamaño los centros comerciales y otros establecimientos de venta al por menor, ya que indica la cantidad de espacio disponible para alquilar. Se expresa normalmente en metros cuadrados.